# Lubomirski-Schloss Przemyśl

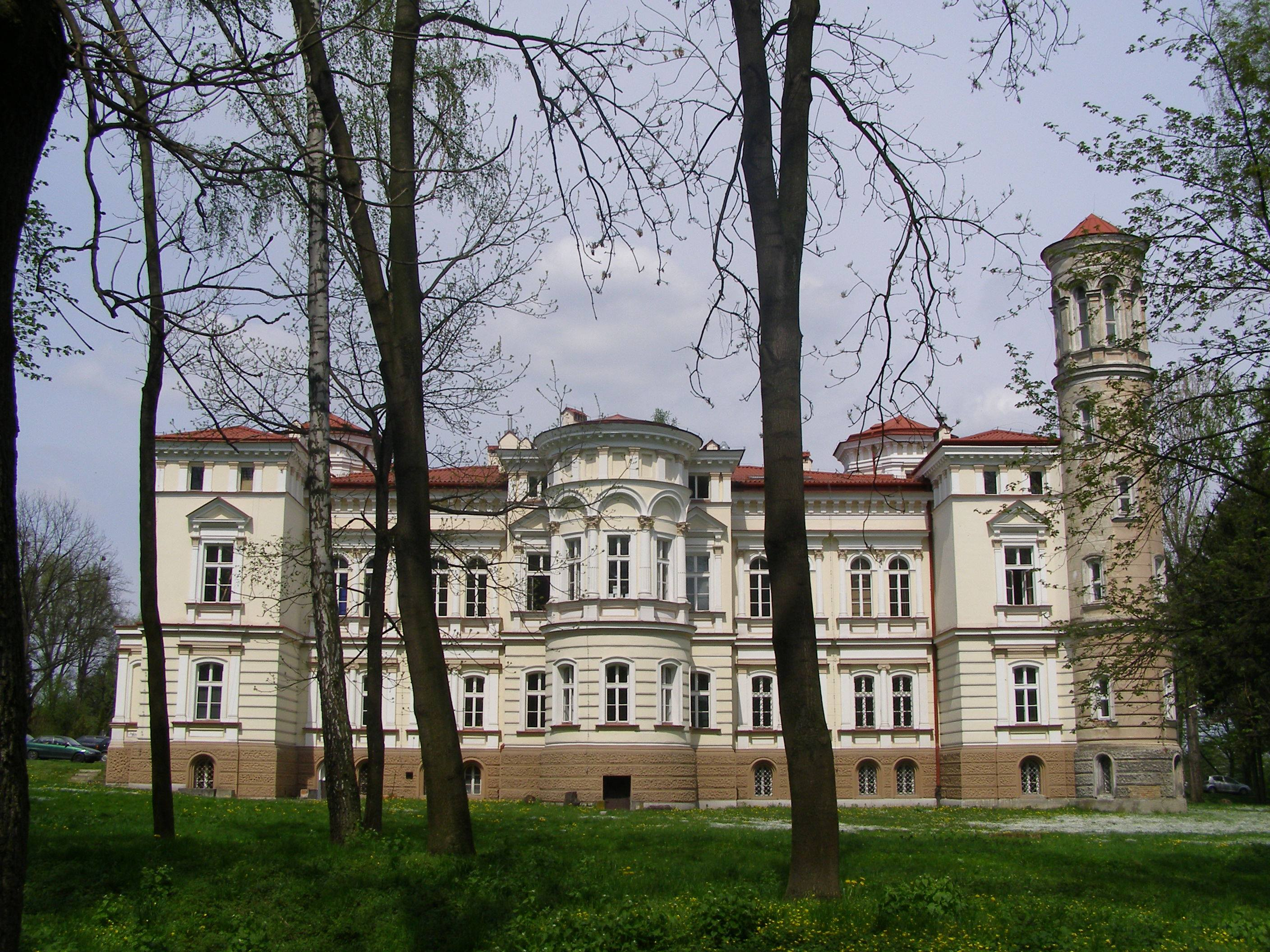
Gartenansicht

Das Lubomirski-Schloss Przemyśl (polnisch Pałac Lubomirskich w Przemyślu) ist ein Stadtschloss der polnischen Magnatenfamilie Lubomirski am südöstlichen Stadtrand von Przemyśl.

## Geschichte
Das Schloss wurde in den Jahren von 1885 bis 1887 von dem Architekten Maksymilian Nitsch im Stil des Eklektizismus für Hieronim Adam Lubomirski errichtet. Um das Schloss wurde ein Park im englischen Stil mit Gestüt, Brauerei und einem See angelegt. Während der Belagerung von Przemyśl im Ersten Weltkrieg wurde das Anwesen in Mitleidenschaft gezogen. Im Zweiten Weltkrieg wurde es zunächst von der Roten Armee, dann der Wehrmacht und schließlich wieder der Roten Armee besetzt. Der letzte Eigentümer Jerzy Lubomirski ist seit 1945 verschollen. Ab der Zeit der Volksrepublik Polen wurde das Gebäude als Schule genutzt. Seit 2006 befindet sich hier die Staatliche Hochschule für Osteuropakunde.